# Pacific Coliseum
Le Pacific Coliseum est une salle omnisports située au 100 North Renfrew Street à Vancouver, en Colombie-Britannique. Inauguré en 1968 à l'emplacement de la Pacific National Exhibition, sa capacité total est de 17 500 places dont 15 713 sièges permanents, et elle est de 16 150 places pour les matchs de hockey sur glace, ce qui en fait le deuxième plus gros aréna de la ville de Vancouver. Le site dispose de 3 500 places de parking.

## Histoire
Le Pacific Coliseum a été dessiné par W. K. Noppe, en 1966 et 1967. Initialement utilisé par les Canucks de Vancouver de la WHL, l’établissement a servi à attirer une franchise de la LNH en 1970, ainsi qu’une franchise de l’Association mondiale de hockey, en 1973. Vers la fin des années 1970, il a été rénové et modifié. La construction de GM Place en 1995 lui a fait perdre son rôle d’hôte d’une équipe de hockey de la LNH et il a donc cessé d’être le lieu principal de tenue d’événements.
Actuellement, depuis 2001 la salle est occupée par les Giants de Vancouver, une équipe de hockey sur glace évoluant dans la Ligue de hockey de l'Ouest. Les Giants ont été choisis pour accueillir la Coupe Memorial ici en mai 2007. La salle a été précédemment le domicile des Canucks de Vancouver de la LNH entre 1970 et 1995 puis des Blazers de Vancouver de l'Association mondiale de hockey entre 1973 et 1975.
Elle accueille également une variété d'événements comme le WCW New Blood Rising (13 août 2000) et des concerts. Elle a été choisie pour organiser les épreuves de patinage artistique et de patinage de vitesse sur piste courte lors des Jeux olympiques d'hiver de 2010.
L'arène avait précédemment accueilli deux tournois de la Coupe Memorial. Le premier a été tenu en 1977 quand Stan Smyl et les Bruins de New Westminster avaient gagné leur première Coupe Memorial en défaisant les 67 d'Ottawa, 6-5. Ironiquement, Stan Smyl avait par la suite réussie une carrière de 13 ans dans la LNH avec les Canucks de Vancouver et au Pacific Coliseum. En outre, son numéro 12 a été retiré par les Canucks le 3 novembre 1991 au Coliseum où il a été accroché jusqu'à ce qu'il ait été déplacé au General Motors Place en 1996. En 2006, les Giants de Vancouver ont été choisis pour accueillir la Coupe Memorial de 2007 du 18 au 27 mai. Pendant ce tournoi le Coliseum a surpassé le record d'affluence absolu pour la Coupe Memorial. Dans ce même tournoi, les Giants de Vancouver ont gagné leur première coupe contre les Tigers de Medicine Hat, 3-1.
Le Coliseum a accueilli le match 4 de la Série du siècle le 8 septembre 1972, avec l'URSS battant le Canada 5-3. Dans une entrevue célèbre d'après match, Phil Esposito a donné une réponse émotive à la foule qui était émission à la télévision nationale. Le Pacific Coliseum a également servi d'hôte à l'équipe du Canada pendant le World Junior Hockey Championship de 2006.
Les finales de la Coupe Stanley 1982 et 1994 se sont déroulées dans cette salle. Le 11 juin 1994, les Rangers de New York et les Canucks de Vancouver se sont réunis au Coliseum dans le match 6 des finales de la Coupe Stanley. Jeff Brown et Geoff Courtnall ont chacun marqué deux fois pendant que les Canucks gagnaient le jeu 4-1 pour égaliser la série à trois matchs. Cependant, ils ont perdu la série à New York avec un score de 3-2 dans le match 7. Le propriétaire des Canucks, Arthur Griffiths, a dit : "the greatest game ever played at Pacific Coliseum" (le plus grand match jamais joué au Pacific Coliseum).
De récentes rénovations se sont terminées en 2007. Elles avaient pour but d’améliorer la capacité en sièges, le système CVCA et la surface de la patinoire en vue de la tenue des Jeux olympiques d’hiver de 2010 à Vancouver.
Le 23 avril 2025, la Ligue professionnelle de hockey féminin (LPHF) annonce l'arrivée de sa première équipe d'expansion à Vancouver, le LPHF Vancouver (nom provisoire), qui fera ses débuts lors de la saison 2025-2026 et que le Pacific Coliseum sera le site des matchs à domicile, le PNE Agrodome (en) sera pour les séances d'entraînement,.

## Événements
- Match 4 de la Série du siècle, 8 septembre 1972
- 30e Match des étoiles de la Ligue nationale de hockey, 25 janvier 1977
- Coupe Memorial 1977
- Skate Canada 1978
- Finales de la Coupe Stanley, 1982 et 1994
- WCW New Blood Rising, 13 août 2000
- Championnat du monde junior de hockey sur glace 2006
- Coupe Memorial 2007, 18-27 mai 2007
- Championnats des quatre continents de patinage artistique 2009
- Jeux olympiques d'hiver de 2010, février 2010

## Galerie

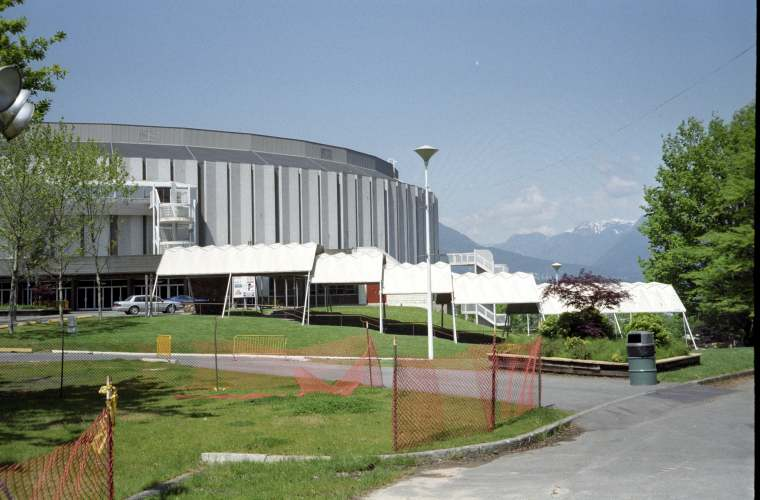
Pacific Coliseum
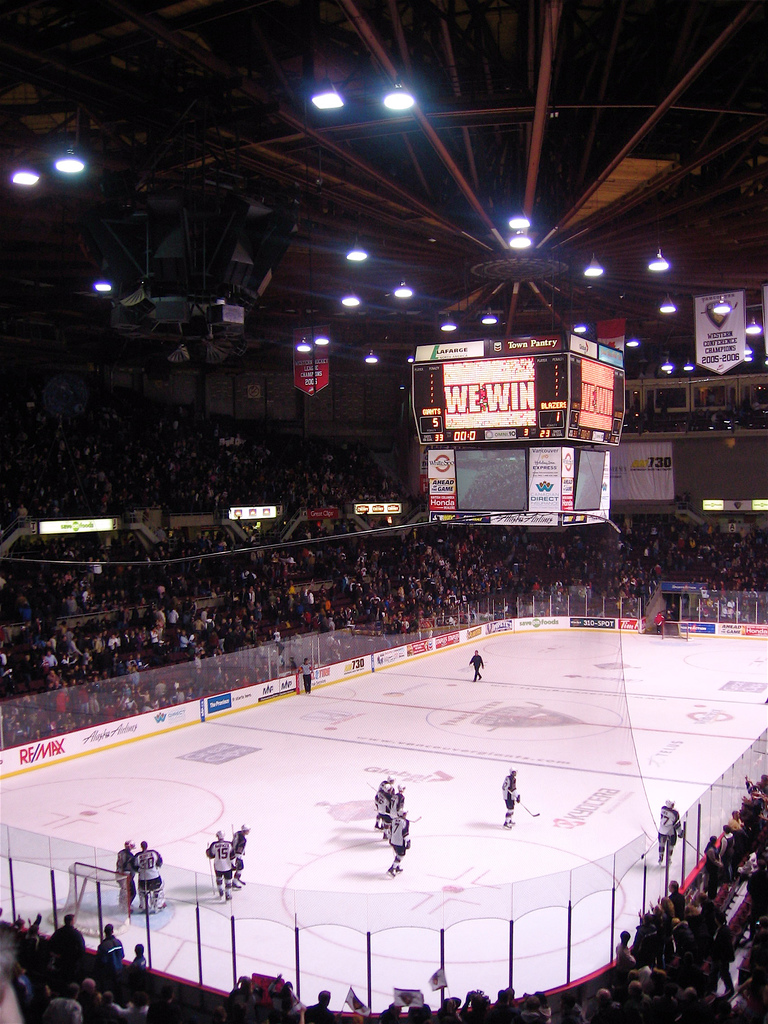
La patinoire des Giants
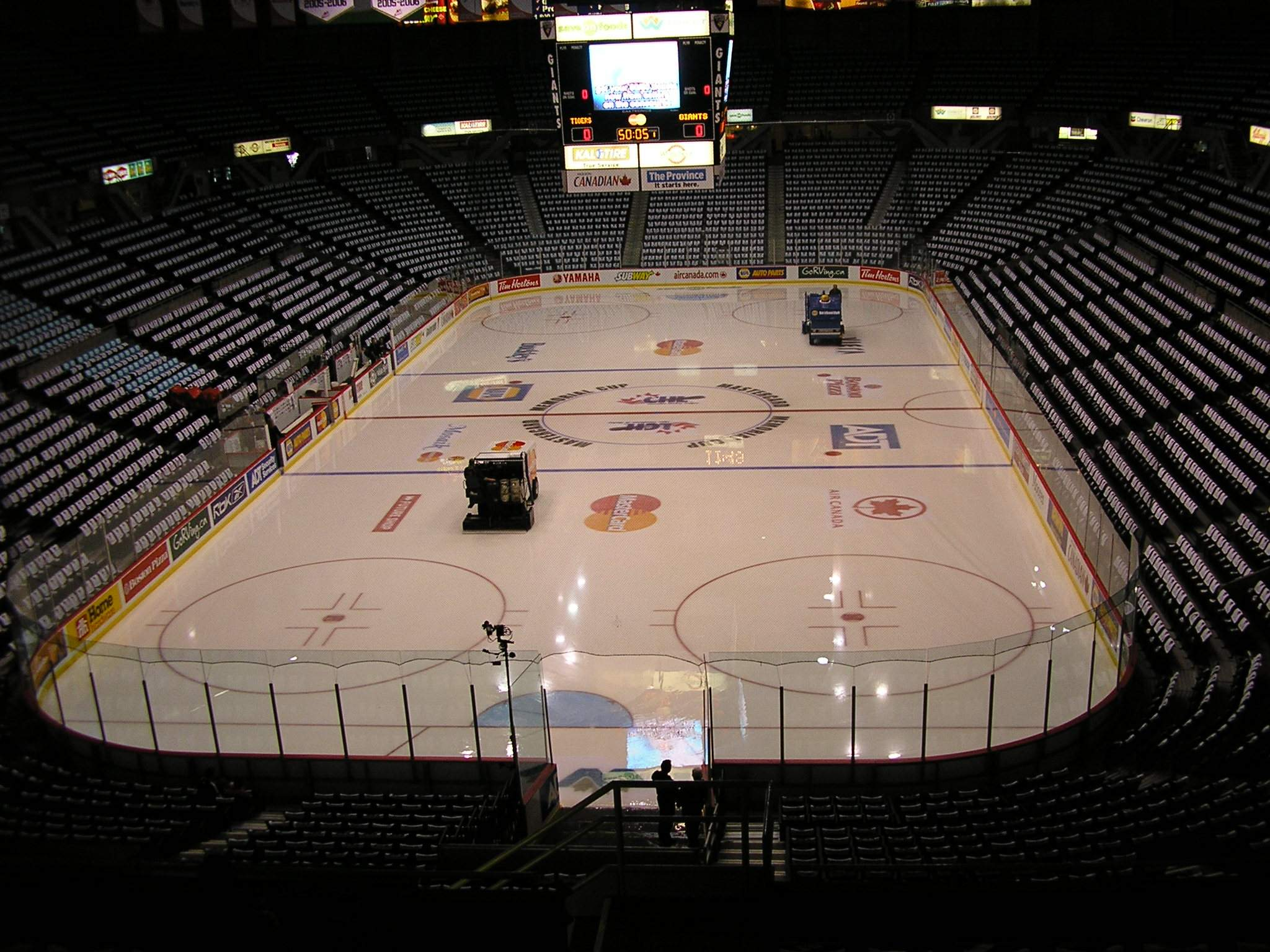
Avant la Coupe Memorial 2007